# Myiozetetes similis
Myiozetetes similis е вид птица от семейство Tyrannidae.

## Разпространение
Видът е разпространен в Аржентина, Белиз, Боливия, Бразилия, Венецуела, Гватемала, Еквадор, Колумбия, Коста Рика, Мексико, Никарагуа, Панама, Парагвай, Перу, Салвадор, Френска Гвиана и Хондурас.